# Euphorbia einensis
Euphorbia einensis är en törelväxtart som beskrevs av Graham Williamson. Euphorbia einensis ingår i släktet törlar, och familjen törelväxter.

## Underarter
Arten delas in i följande underarter:
- E. e. anemoarenicola
- E. e. einensis